# Сандра Допфер
Сандра Допфер (нім. Sandra Dopfer; нар. 25 травня 1970) — колишня австрійська тенісистка.
Найвищу одиночну позицію світового рейтингу — 70 місце досягла 29 серпня 1994, парну — 102 місце — 19 липня 1993 року.
Здобула 6 одиночних титулів туру ITF.
Найвищим досягненням на турнірах Великого шолома було 3 коло в одиночному розряді.

## Фінали ITF (6–5)

### Одиночний розряд (6–4)
| Легенда          |
| ---------------- |
| турніри $100,000 |
| турніри $75,000  |
| турніри $50,000  |
| турніри $25,000  |
| турніри $10,000  |

| Фінали за покриттям |
| ------------------- |
| Тверде (0–1)        |
| Ґрунт (6–3)         |
| Трава (0–0)         |
| Килим (0–0)         |

| Результат | Ранг | Дата           | Турнір                 | Покриття | Суперниця            | Рахунок            |
| --------- | ---- | -------------- | ---------------------- | -------- | -------------------- | ------------------ |
| Перемога  | 1.   | 20 червня 1988 | Бад-Гастайн, Австрія   | Ґрунт    | Флорентіна Курпене   | 6–1, 7–6           |
| Перемога  | 2.   | 2 квітня 1990  | Турин, Італія          | Ґрунт    | Клаудія Чабалгойті   | 6–2, ret.          |
| Перемога  | 3.   | 20 квітня 1992 | Барі, Італія           | Ґрунт    | Агнесе Густмане      | 6–2, 6–3           |
| Перемога  | 4.   | 28 червня 1993 | Штутгарт, Німеччина    | Ґрунт    | Федеріка Бонсіньйорі | 6–1, 6–0           |
| Перемога  | 5.   | 6 вересня 1993 | Сполето, Італія        | Ґрунт    | Емануела Зардо       | 6–4, 6–0           |
| Поразка   | 1.   | 1 серпня 1994  | Сопот (Польща), Польща | Ґрунт    | Ігнатьєва Тетяна     | 6–2, 3–6, 2–6      |
| Поразка   | 2.   | 14 серпня 1995 | Марибор, Словенія      | Ґрунт    | Жанетта Гусарова     | 6–7(5–7), 6–3, 4–6 |
| Перемога  | 6.   | 2 жовтня 1995  | Льєйда, Іспанія        | Ґрунт    | Маріам Рамон Клімент | 6–1, 6–1           |
| Поразка   | 3.   | 28 липня 1997  | Макарська, Хорватія    | Ґрунт    | Мір'яна Лучич-Бароні | 1–6, 4–6           |
| Поразка   | 4.   | 6 жовтня 1997  | Седона, США            | Тверде   | Рейчел Макквіллан    | 3–6, 6–7(5–7)      |

### Парний розряд (0–1)
| Легенда          |
| ---------------- |
| турніри $100,000 |
| турніри $75,000  |
| турніри $50,000  |
| турніри $25,000  |
| турніри $10,000  |

| Фінали за покриттям |
| ------------------- |
| Тверде (0–0)        |
| Ґрунт (0–1)         |
| Трава (0–0)         |
| Килим (0–0)         |

| Результат | Ранг | Дата           | Турнір          | Покриття | Партнерка       | Суперниці                       | Рахунок       |
| --------- | ---- | -------------- | --------------- | -------- | --------------- | ------------------------------- | ------------- |
| Поразка   | 1.   | 17 серпня 1992 | Сполето, Італія | Ґрунт    | Мая Живеч-Шкуль | Флора Перфетті Глорія Піццікіні | 6–1, 2–6, 1–6 |

## Участь у Кубку Федерації

### Одиночний розряд
| Розіграш                           | Стадія | Дата          | Місце                         | Супротивник | Покриття | Суперниця     | W/L | Рахунок       |
| ---------------------------------- | ------ | ------------- | ----------------------------- | ----------- | -------- | ------------- | --- | ------------- |
| Кубок Федерації 1993 Світова група | 1р     | 20 липня 1993 | Франкфурт-на-Майні, Німеччина | Данія       | Ґрунт    | Софі Альбінус | L   | 7–5, 2–6, 4–6 |